# Tầng Gzhel
| Hệ/ Kỷ                                 | Thống/ Thế   | Bậc/ Kỳ   | Tuổi (Ma) | Tuổi (Ma) |
| -------------------------------------- | ------------ | --------- | --------- | --------- |
| Permi                                  | Cisural      | Assel     | trẻ hơn   | trẻ hơn   |
| Carbon                                 | Pennsylvania | Gzhel     | 298.9     | 303.7     |
| Carbon                                 | Pennsylvania | Kasimov   | 303.7     | 307.0     |
| Carbon                                 | Pennsylvania | Moskva    | 307.0     | 315.2     |
| Carbon                                 | Pennsylvania | Bashkiria | 315.2     | 323.2     |
| Carbon                                 | Mississippi  | Serpukhov | 323.2     | 330.9     |
| Carbon                                 | Mississippi  | Visé      | 330.9     | 346.7     |
| Carbon                                 | Mississippi  | Tournai   | 346.7     | 358.9     |
| Devon                                  | Muộn         | Famenne   | già hơn   | già hơn   |
| Phân chia kỷ Carbon theo ICS năm 2017. |              |           |           |           |

Tầng Gzhel là tầng động vật cuối cùng trong số bốn tầng của thế Pennsylvania trong kỷ Than Đá. Nó kéo dài từ khoảng 303,9±0,9 triệu năm trước (Ma) tới 299,0±0,8 Ma. Đứng trước nó là tầng Kasimov và đứng sau nó là tầng Assel của kỷ Permi. Tầng này được đặt tên theo thị trấn Gzhel ở Nga.
GSSP chính thức của ICS vẫn chưa được quyết định. Mốc đánh dấu sự bắt đầu của tầng này vẫn chưa được quyết định nhưng một số nhà địa chất coi đó là thời điểm xuất hiện lần đầu tiên của các nhóm trùng thoi trong các chi Daixina, Jigulites và Rugosofusulina hoặc thời điểm xuất hiện lần đầu tiên của loài động vật răng nón với danh pháp Streptognathodus zethu. Mốc đánh dấu sự kết thúc của tầng này là thời điểm xuất hiện lần đầu tiên của loài động vật răng nón Streptognathodus isolatus trong kiểu hình Streptognathodus wabaunsensis.